# Moskauer Wachhund
Der Moskauer Wachhund (russ. Московская Сторожевая, Moskowskaja Storoschewaja) ist eine nicht von der FCI anerkannte Hunderasse aus der UdSSR und dem heutigen Russland. Die Rasse wird vom russischen Dachverband RKF anerkannt, der zur FCI gehört.

## Herkunft und Geschichtliches
Der Moskauer Wachhund ist eine relativ junge Rasse, die in den 1950er-Jahren im Zwinger „Roter Stern“ der sowjetischen Armee in Moskau durch Kreuzung zwischen Bernhardiner und Kaukasischem Owtscharka entstand, in die später auch Laufhunde eingekreuzt wurden. Das Ziel war, den schwierig zu kontrollierenden Owtscharka etwas weniger temperamentvoll zu machen.
Der erste Rassestandard des Moskauer Wachhundes datiert von 1958. 1985 wurde die Rasse in der Sowjetunion staatlich anerkannt und die Anerkennung nach dem Untergang der Sowjetunion 1992 vom russischen Dachverband RKF beibehalten. Der heutige Standard datiert von 1997.

## Beschreibung
Der Moskauer Wachhund ist ein schwerer und stark gebauter, gut bemuskelter und beweglicher Hund vom Typ Molosser. Sein Kopf ist groß mit ausgeprägtem Stop. Die Stirn ist breit, etwas konvex, mit einer schmalen Längsfurche in der Mitte. Der Hinterhaupthöcker ist stark entwickelt, aber bei genügender Bemuskelung fast nicht fühlbar. Die Schnauze ist etwas kürzer als der Hirnschädel, breit, nicht spitz, und nimmt etwa 35 % der Kopflänge ein. Nasenrücken und Schädeldach sind parallel. Die Kiefer sind breit und stark, mit großen Zähnen und vollzahnigem Scherengebiss. Die Augen sind schmal, dunkelbraun bis schwarz, rund, mit ruhigem und selbstsicherem Ausdruck. Der Moskauer Wachhund hat ziemlich kleine, dreieckige Hängeohren mit abgerundeter Spitze.
Der Körper ist massig, aber niemals schwerfällig, mit starkem, geradem und muskulösem Rücken. Die Kruppe ist breit und muskulös, mäßig lang und leicht abfallend. Die Rute ist dick, gleichmäßig behaart, mit einer kleinen Biegung am Ende und reicht bis zum Sprunggelenk.
Das Fell ist dicht und lang, mit gut entwickelter Unterwolle und geradem Deckhaar, am Kopf und an den Vorderbeinen kürzer. Rüden zeigen eine ausgeprägte Nackenmähne und Befederung an Vorder- und Hinterbeinen. Leicht gelocktes Fell auf Körper und Schenkeln ist zulässig. Die anerkannten Farben sind rot gescheckt, rotfleckig, orange, rot und schwarz oder Zobelfarben, wobei die Farbe Rot immer vorhanden sein muss. Weiße Flecken an der Brust, an den Vorderbeinen bis zum Ellbogengelenk und an den Hinterbeinen bis zum Sprunggelenk sind zwingend. Eine schwarze Maske ist erwünscht.

## Wesen
Der Moskauer Wachhund wird im Standard als gehorsamer und ausgeglichener Wachhund mit ausgeprägtem Selbstvertrauen beschrieben. Er zeigt ausgeprägtes Bewacheverhalten und ist stark auf seinen Besitzer und dessen Familie bezogen. Mit einer entsprechenden Ausbildung kann er als Begleithund oder auch als Schutzhund eingesetzt werden.